# Piero Marrazzo
Pietro Marrazzo, detto Piero (Roma, 29 luglio 1958), è un giornalista, conduttore televisivo ed ex politico italiano, presidente della Regione Lazio dal 2005 al 2009.

## Biografia
Figlio di Luigia Spina e del giornalista Giuseppe Marrazzo, durante gli studi di giurisprudenza ha una prima attività politica giovanile, portata avanti nell'area socialista riformista. Poco dopo la laurea entra in Rai.

### Giornalismo
I successivi vent'anni in Rai lo hanno visto come conduttore e inviato del TG2, poi come responsabile della testata regionale della Toscana e poi, chiamato da Giovanni Minoli, alla Cronaca in diretta, agli speciali Format e al programma Drug Stories, realizzato in base a un accordo tra UNDCP e la RAI e incentrato sulla produzione e sul traffico di droga, oltre ai problemi legati alla prevenzione, al trattamento delle tossicodipendenze e alle strategie di lotta al narcotraffico.
Nel 2002 vince la sezione giornalismo, dedicata ad Antonio Ravel, del Premio Cimitile. Dall'ottobre 1997 al 2004 conduce Mi manda Raitre.

### Carriera politica

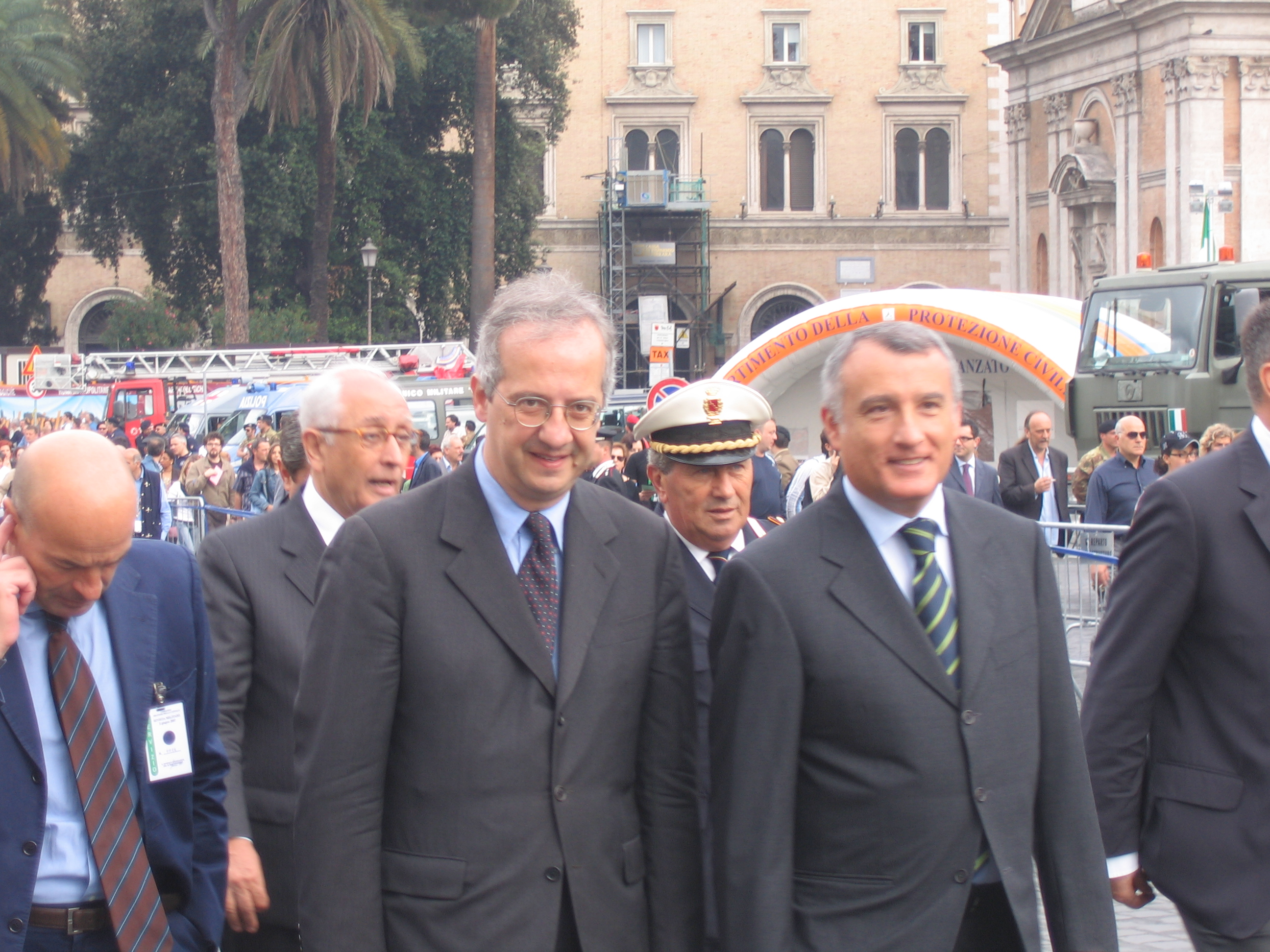
Walter Veltroni con Piero Marrazzo

Nel novembre 2004 ha accettato di candidarsi per la carica di presidente della regione Lazio, con la coalizione di centrosinistra, L'Unione, in occasione delle elezioni regionali dell'aprile 2005, che ha vinto con il 50,7% dei voti, superando il rivale di centrodestra e presidente uscente Francesco Storace. Nel periodo di campagna elettorale sarebbe stato spiato illegalmente allo scopo di ostacolarne l'elezione a presidente regionale (tale vicenda è correlata allo scandalo Laziogate). In seguito all'elezione ha suscitato alcune critiche da parte dell'opposizione il fatto che Marrazzo abbia aumentato, in maniera giudicata eccessiva, le consulenze e gli incarichi alla Regione Lazio, anziché procedere a dei tagli.
A fronte dell'emergenza rifiuti nella Regione Lazio, Marrazzo ha assunto una gestione commissariale che, secondo una sua prima dichiarazione, sarebbe dovuta scadere il 31 gennaio 2007, ma poi è stata da lui prorogata fino al 24 giugno 2008, data in cui è stato presentato al Consiglio regionale lo stato di attuazione delle misure per l'uscita dall'emergenza. Marrazzo ha preferito attuare una politica di chiusura delle discariche già esistenti, affermando che un loro ampliamento non è all'ordine del giorno. E ha puntato sul rilancio della raccolta differenziata, con l'obiettivo di raggiungere il 50% nel 2011, con investimenti per oltre 300 milioni di euro da destinare alle Province e ai Comuni del Lazio. In particolare, è stato raggiunto un accordo con il Comune di Roma per portare la raccolta differenziata fino al 45% entro il 2013.

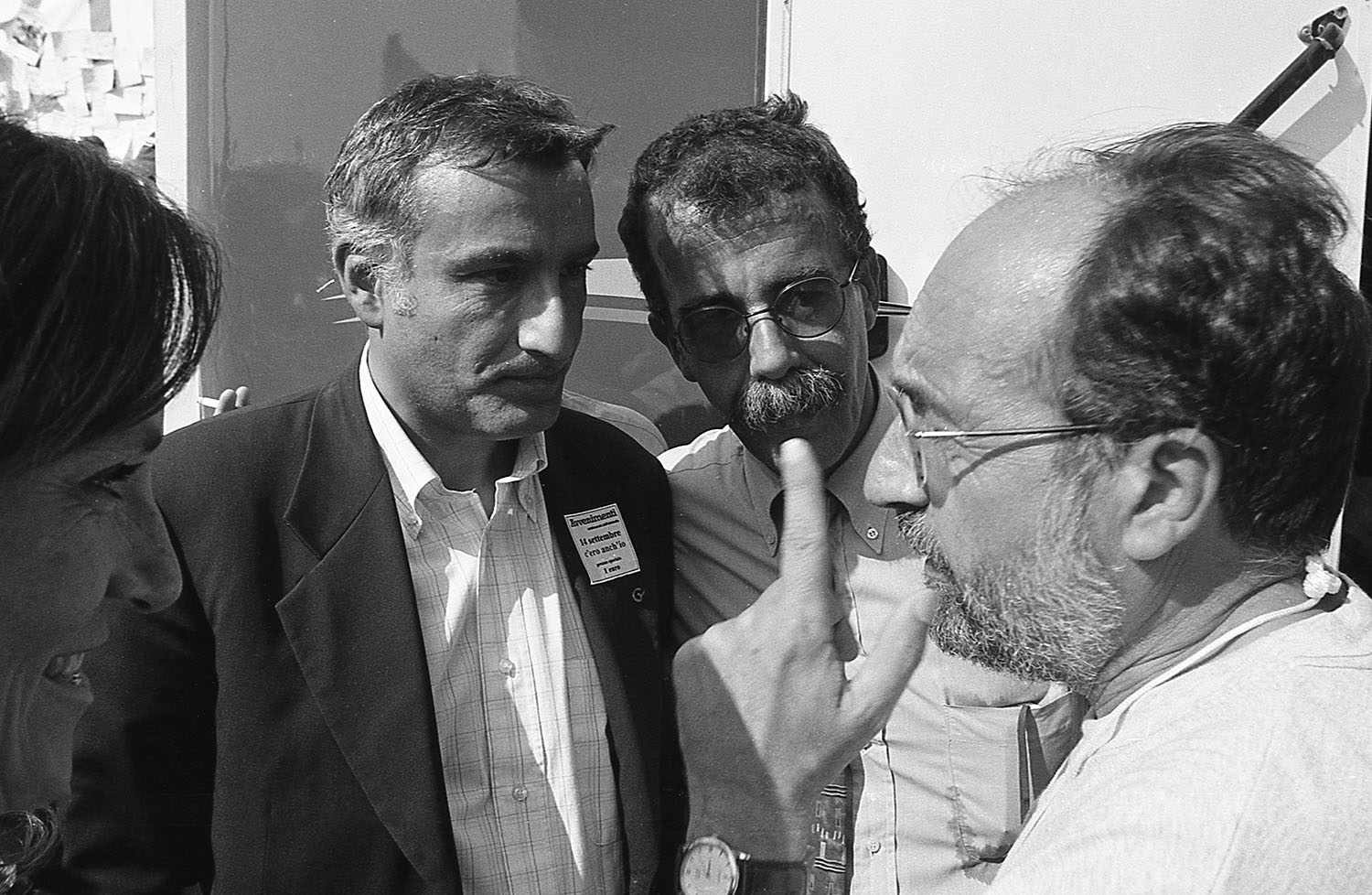
Piero Marrazzo con Sandro Ruotolo e Giuseppe Giulietti alla manifestazione per la libertà di stampa, Roma piazza San Giovanni 14 settembre 2002

Nel 2008, per cercare di riorganizzare la macchina amministrativa, Marrazzo ha dato avvio al cosiddetto "progetto trasparenza", promosso dal governo, col quale sono stati messi a disposizione dei cittadini su Internet i dati di diverse strutture dirigenziali (retribuzioni, orari di lavoro, dati su promozioni e trasferimenti, incentivi di produttività). L'iniziativa ha ricevuto l'approvazione del Ministro della Pubblica Amministrazione Renato Brunetta. All'inizio dell'attività di governo, Marrazzo ha chiamato tutte le Asl e le aziende ospedaliere a una verifica sui conti della sanità. Dai documenti contabili trasmessi dalle Aziende sanitarie, ospedaliere, dagli Irccs e dai Policlinici è emerso un debito di circa 10 miliardi accumulato negli anni precedenti.
All'inizio del 2007, è stato sottoscritto con il Governo un piano di rientro per l'abbattimento del debito e la nuova gestione del sistema sanitario regionale. Il debito, che era stato oggetto di transazioni con le banche, è stato ristrutturato grazie ad un prestito della Cassa Depositi e prestiti pari a cinque miliardi di euro. Per far fronte all'indebitamento della sanità regionale, Marrazzo ha assunto ad interim l'assessorato alla sanità; nel luglio del 2008 è stato quindi nominato dal Governo commissario ad acta per l'attuazione del piano di rientro. Tra i provvedimenti, ha predisposto la chiusura di alcuni ospedali romani, tra cui il Forlanini e il San Giacomo, decisione che ha provocato varie proteste da parte degli ospedalieri interessati e di numerose associazioni di residenti. Sui tagli decisi da Marrazzo è giunto l'allarme di Confindustria che teme una perdita di 3 500 posti di lavoro.
A partire dal 17 settembre 2008 Marrazzo ha reintrodotto il pagamento del ticket sui medicinali nelle farmacie del Lazio, in base a un decreto che è stato contestato da associazioni come Federfarma, Cosnil, Federitalia Consumatori, a causa dei disagi a cui potrebbero andare incontro i cittadini delle fasce più deboli. Il 30 settembre successivo Marrazzo ha ottenuto dal governo Berlusconi lo sblocco di fondi pari a 5 miliardi di euro, dovuti dallo Stato alla Regione, come già indicato dalla Corte dei Conti del Lazio, con cui rimpinguare le casse della regione per far fronte all'indebitamento della spesa sanitaria che ammonterebbe a 9 miliardi e 700 milioni; inoltre, il governo regionale si è impegnato col ministro Sacconi a ridurre tale debito entro il 2009. Alcune polemiche hanno investito Marrazzo in occasione della festa di San Valentino del 2009, per aver destinato 72 000 euro dei fondi regionali alla realizzazione di un concerto musicale, riservato ai dipendenti della Regione Lazio.
I sindacati e altre categorie istituzionali hanno obiettato che quei soldi sarebbero dovuti essere impiegati per scopi di pubblica utilità. Il 18 febbraio 2009 la giunta regionale di Marrazzo subisce le dimissioni degli esponenti del Partito dei Comunisti Italiani, che passano all'opposizione, a seguito della sua decisione di modificare la composizione della giunta inserendo Francesco Scalia al posto di Marco Di Stefano, entrambi esponenti del PD, e Vincenzo Maruccio dell'Italia dei Valori al posto di Mario Michelangeli del PDCI. Per fronteggiare la crisi economica, la Regione ha raggiunto un accordo con Unicredit e Unionfidi, per anticipare gli assegni ai lavoratori Alitalia in cassa integrazione.

#### Scandalo, dimissioni e assoluzione
Il 23 ottobre 2009 venne diffusa la notizia di Marrazzo ricattato da quattro militari dei Carabinieri in possesso di un video, che mostrava un incontro tra il presidente e una ragazza transessuale (che si faceva chiamare “Nataly”) con presenza di sostanze stupefacenti, incontro avvenuto nel luglio precedente in un appartamento di via Gradoli, nella zona di Tomba di Nerone a nord di Roma. Tale relazione fu descritta da Marrazzo come un rapporto mercenario occasionale. Due prostitute transessuali, China e Brenda, furono anche loro interrogate dagli inquirenti in relazione al “caso Marrazzo”. In seguito al clamore mediatico sollevato dalla vicenda, dopo aver inizialmente negato il proprio coinvolgimento, Marrazzo ammise il presunto rapporto occasionale, definendolo "frutto di una mia debolezza della vita privata", autosospendendosi dalla carica di Presidente della Regione Lazio e trasferendo i poteri al vicepresidente e assessore all'Urbanistica Esterino Montino.
Il provvedimento di autosospensione fu contestato da alcuni esponenti del Popolo della Libertà, in quanto «non previsto dallo statuto» regionale. Il 26 ottobre Marrazzo si dimise ufficialmente dall'incarico di commissario regionale per la sanità e il giorno successivo anche da Presidente della Regione, aprendo la strada alle elezioni regionali anticipate. Gianguerino Cafasso, coinvolto nello scandalo con il ruolo di mediatore nella vendita del video, era stato trovato morto il precedente 12 settembre, ucciso da una dose di cocaina. Il 20 novembre Brenda, una delle due ragazze transessuali coinvolte nello scandalo, venne trovata morta soffocata dal fumo nel suo appartamento di via dei Due Ponti in seguito a un incendio, che secondo la pista più accreditata dagli inquirenti sarebbe stato di origine dolosa.
Il 19 aprile 2010, la Corte di Cassazione dichiarò Marrazzo vittima di un complotto organizzato da Carabinieri infedeli. La Suprema Corte ha escluso altresì ogni addebito nei suoi confronti, considerando la droga per solo uso personale e non ravvisando alcun illecito. La sentenza in particolare ha precisato che i carabinieri avevano attuato un'accurata preparazione di quella scena, che prevedeva non solo la presenza della droga ma anche (nello stesso tavolino, accanto al piatto che la conteneva) della tessera personale della vittima, affinché non vi fossero dubbi sulla identificazione del politico. Un comportamento teso a mettere in una situazione di forte imbarazzo l'allora presidente della Regione, rendendolo ricattabile e disponibile a soddisfare ogni loro possibile richiesta di denaro, effettivamente preteso sul momento, o di altre elargizioni o favori, nonché a confezionare un documento appetibile dalla stampa scandalistica, e dunque proficuamente commerciabile.

### Ritorno al giornalismo
Nel luglio del 2010 viene dato l'annuncio che Marrazzo sarebbe tornato a fare giornalismo, realizzando documentari ed inchieste per Rai 3, ma non in veste di conduttore. Il suo primo ritorno in Rai è un documentario sull'Armenia in onda su Rai 3 il 4 gennaio 2012.  Dal 2010 è consulente del direttore di Rai 3.
Il 13 novembre 2013, a distanza di nove anni, torna a condurre un programma televisivo: il talk show Razza Umana su Rai 2, un racconto curioso della complessità del nostro mondo con documentari della durata di 15 minuti provenienti da tutto il mondo. A causa dei bassi ascolti, il 20 marzo 2014 Razza Umana è stato definitivamente chiuso (era partito con un 4,82% di share per finire con un 2,41%). Nel 2015 diventa corrispondente da Gerusalemme per la Rai, incarico da cui viene sospeso il 25 luglio 2019 dopo l'accertamento di alcune irregolarità amministrative relative alla gestione della sede. A seguito di una inchiesta interna, a fine settembre dello stesso anno la Rai riconosceva Marrazzo responsabile di solo omesso controllo, irrogandogli una sospensione dal servizio di dieci giorni. Da gennaio 2020 Marrazzo riveste l'incarico di caporedattore a disposizione del direttore di Rai News 24 e dal 25 aprile successivo conduce il telegiornale della notte sul canale all-news. Nell’ottobre del 2024 esce la sua autobiografia Storia senza eroi.

### Vita privata
Ha tre figlie: Giulia e Diletta, avute dal primo matrimonio con Isolina Fiorucci; Chiara, avuta dal secondo matrimonio con la giornalista di Rai 3 Roberta Serdoz, dalla quale si è separato nel 2009 in seguito allo scandalo che l’ha coinvolto.

## Programmi televisivi
- TG2 (Rai 2, 1987-1992)
- Mi manda Raitre (Rai 3, 1997-2004)
- Razza umana (Rai 2, 2013-2014)
- Rai News 24 - Edizioni della notte (Rai News 24, dal 2020)

## Opere
- Storia senza eroi, Venezia, Marsilio, 2024.

## Citazioni in altri media
- Marrazzo viene citato nel singolo di Fabri Fibra del 2010 Vip in Trip.
- Viene dedicata una canzone a lui ispirata dal gruppo musicale romano Prophilax intitolata M'arrazzo cor trans.